# Tombe des Cai Cutu
La tombe des Cai Cutu, découverte en 1983 à Ponte San Giovanni près de Pérouse (Ombrie) dans la nécropole du Palazzone, est une tombe étrusque de la famille pérugine du matronyme Cai Cutu, des dépendants émancipés,.

## Description
Découverte fortuitement en décembre 1983 (inviolée au moment de sa découverte) par un jardinier, elle contenait, dans quatre chambres disposées en croix, une cinquantaine d'urnes cinéraires des IIIe et IIe siècles av. J.-C., de type pérugin en tuf volcanique (deux recouvertes de stuc), le sarcophage en grès (celui du fondateur de la famille), placé sur la paroi du fond de la pièce extrême. La première pièce était un vestibule accessible par l'entrée. L'ensemble des urnes porte des inscriptions montrant la transition entre la langue étrusque et le latin (i.e. par le gentilice étrusque  Cutu et sa latinistion Cutius).
Les panneaux historiés des urnes représentent le banquet étrusque, des combats dont une centauromachie ; certaines sont ornés de frises et de rosettes.
Un kottabos et les restes d'une panoplie complète en bronze ont été découverts également sur le sol : épée en fer, bouclier, une seule jambière, deux rosettes, deux paragnathides d'un casque dont il manque la calotte…
La tombe entière a été reconstituée au Musée national d'archéologie de l'Ombrie avec son mobilier funéraire, dans une muséographie originale, en sous-sol : l'intérieur de la tombe est visible à travers plusieurs ouvertures depuis un couloir circulaire extérieur entourant la reconstitution ; si l'intérieur comporte plusieurs fac-similés, les originaux sont exposés néanmoins dans les vitrines du pourtour (bouclier, figures des couvercles). Cette circulation se fait dans une atmosphère climatisée, les vitrines et la tombe entière étant isolées par des vitrages étanches.

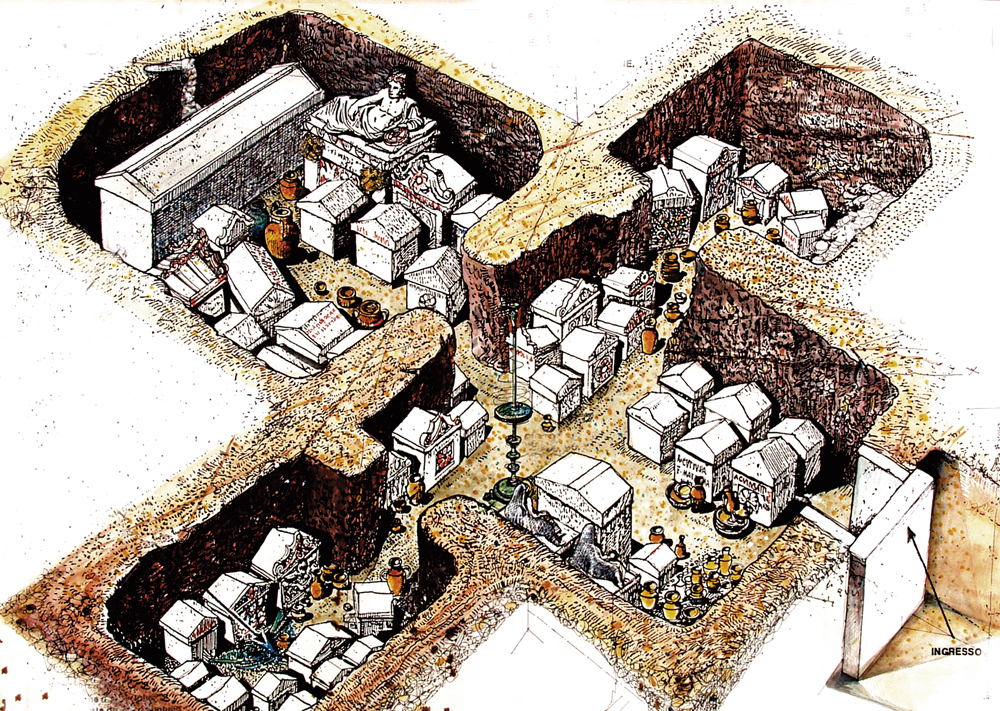
Reconstitution au Musée archéologique national d'Ombrie
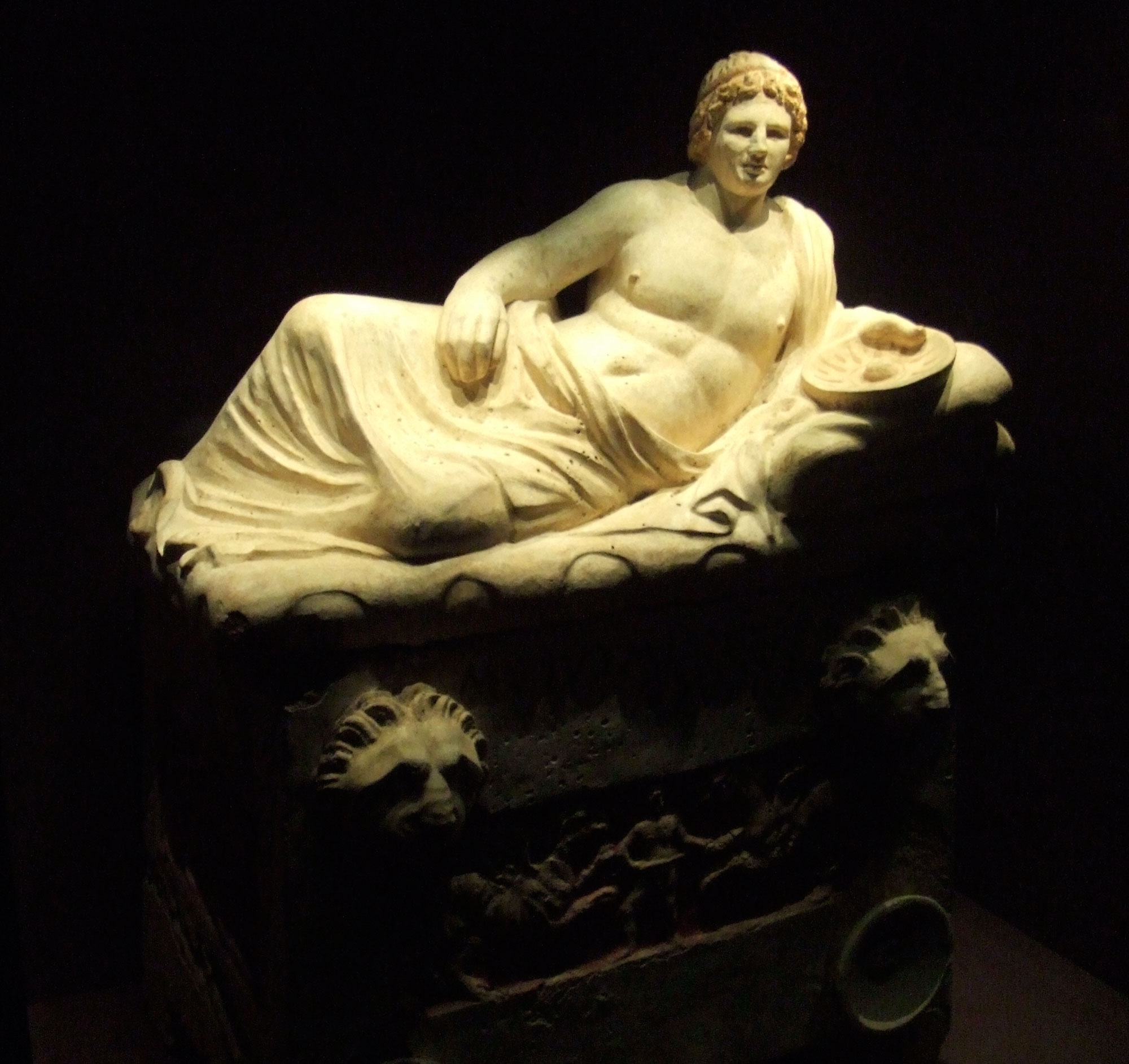
Un des couvercles figurés dans une des vitrines.
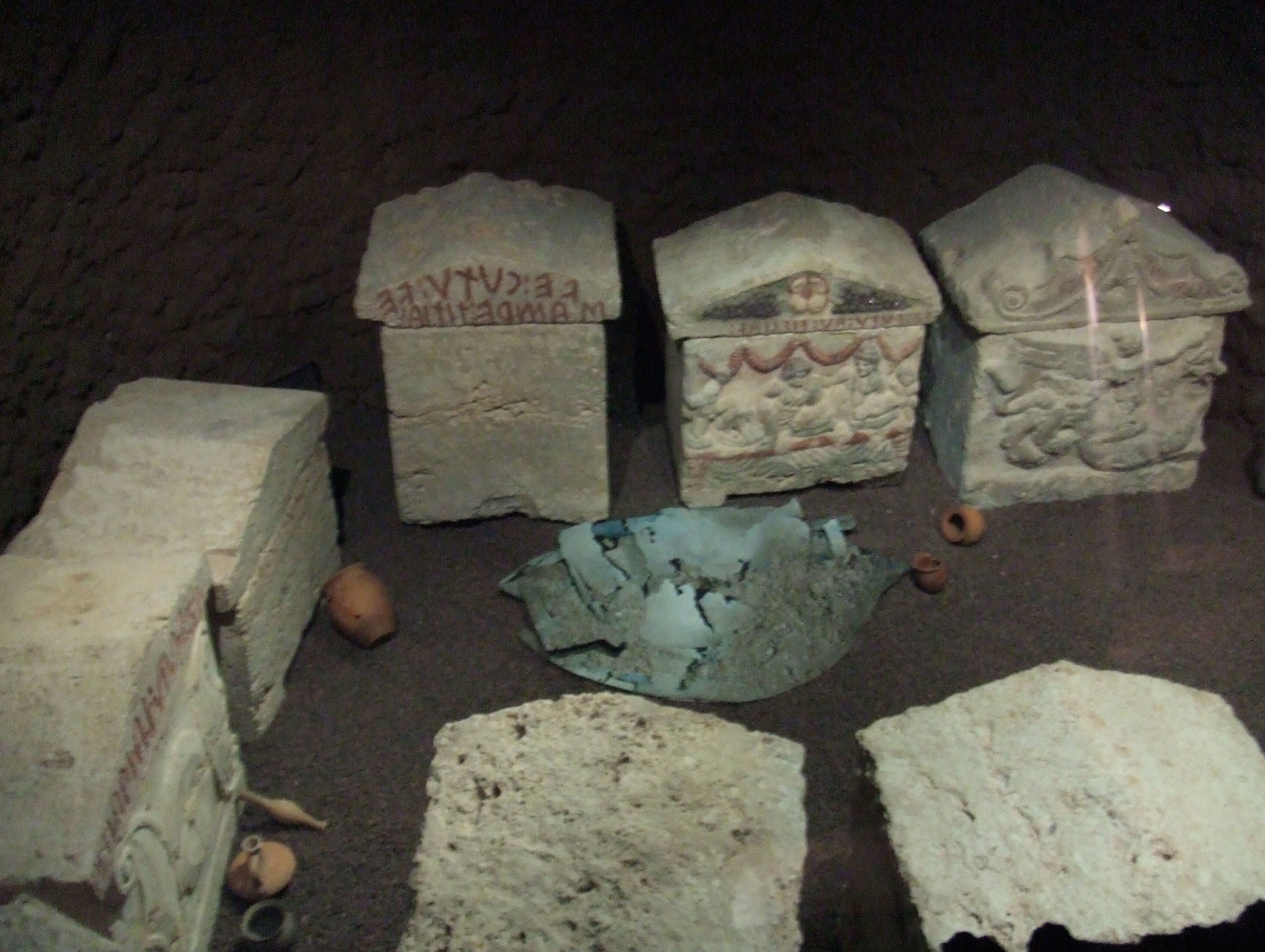
Vestiges du bouclier de bronze entre les urnes.